# Mahjong Kyoretsuden
Mahjong Kyōretsuden (麻雀狂列伝 -西日本編-,  Mahjong Kyōretsuden -Nishinihon hen-?) es un videojuego de mah-jong desarrollado y editado por SNK en 1990 para Neo-Geo MVS, en 1991 para Neo-Geo AES y en 1994 para Neo-Geo CD (NGM 004).